# INDIE Live Expo
INDIE Live Expo (インディーライブエキスポ) とは、INDIE Live Expo実行委員会が主催する、インディーゲームを紹介する、日本を中心としたオンライン配信番組である。

## 概要
COVID-19（新型コロナウイルス感染症）の影響により、さまざまなゲームイベントが開催中止となっていることを受けて企画されたもので、「INDIE Live Expo 2020」を2020年6月6日にオンラインで開催することを発表した。開催後、全世界視聴者数は730万回を超えたと発表されている。
第2回となる「INDIE Live Expo Ⅱ」は2020年11月7日に配信が決まり、ZUN書き下ろしによるテーマ曲「唯一無二のシミュラークル」が公開された。
第3回となる「INDIE Live Expo 2021」は2021年6月5日に配信された。
第4回となる「INDIE Live Expo Winter 2021」は2021年11月6日に開催され、目黒将司が書き下ろし楽曲「We are INDIE! - To the Waves of the World」を提供した。全プラットフォームでの合計視聴者数が1390万人以上を突破した。

## 各回の情報
日時は特筆ない限り、日本標準時で表記する。

### INDIE Live Expo 2020
第1回となるINDIE Live Expo 2020は2020年6月6日に開催された。日本語版、中国語版、英語版が制作され、YouTube Live、Twitter (Periscope)、Twitch、bilibiliにて配信された。
日本語版出演者
MC：吉田尚記
解説：水谷俊次（PLAYISM）
ゲスト：わいわい

### INDIE Live Expo Ⅱ
第2回となるINDIE Live Expo Ⅱは2020年11月7日に開催された。「INDIE Live Expo Awards」が開催された。前回と同じく日中英の三種類の言語版が制作された。配信プラットフォームはニコニコ生放送が加わった。
日本語版出演者
MC：吉田尚記
解説：水谷俊次（PLAYISM）
ゲスト：わいわい

### INDIE Live Expo 2021
第3回INDIE Live Expo 2021は2021年6月5日に開催された。日本語版出演者：吉田尚記（司会）、水谷俊次、わいわい

### INDIE Live Expo Winter 2021
第4回目はINDIE Live Expo Winter 2021として2021年11月6日に開催された。INDIE Live Expo Awardsの第二回が開催された。
日本語版出演者
松澤千晶（司会）、わいわい、古嶋誉幸
コーナーゲスト
INDIE Waves：吉田尚記
世界のインディスタジオ：徳岡正肇
Live Performance：ダイナ四、しゃみお、桐子

### INDIE Live Expo 2022
2022年5月21、22日に開催。

### INDIE Live Expo Winter 2022
2022年12月3日、4日に開催された。INDIE Live Expo Awardsの第三回が開催された。
日本語版出演者
古嶋誉幸、百花繚乱、わいわい、やみえん 
コーナーゲスト
吉田尚記、徳岡正肇

### INDIE Live Expo 2023
2023年5月20日、21日に開催

### INDIE Live Expo Winter 2023
2023年12月に開催

## INDIE Live Expo Award
各賞概要
インターネットを通じたゲーム体験賞 - WEB上で盛り上がった、ミーム的に話題になったタイトル
キャラクター賞 - 特に親愛できる、個性的なキャラクタータイトル
さわりごこち賞 - プレイの手触りが気持ちいいタイトル
テーマ・オブ・ザ・イヤー賞 - 時代の「テーマ」に即した、もしくは提示したタイトル
ルールズ・オブ・プレイ賞 - 新しいゲームプレイの手法を発明をしたタイトル
ローカル文化賞 - クリエイターの出自が色濃く反映されているタイトル
トレイラーオブ・ザ・イヤー賞 - ゲームの魅力を伝える素晴らしいトレイラーを制作したタイトル
短編賞 - 5時間以内で素晴らしい体験ができるタイトル
再発見賞 - 既存のゲームジャンルを掘り下げ、高い完成度に至ったタイトル
時間泥棒賞 - 「あと1ターン」を続ける内に気づけば朝になっていたようなタイトル
遅咲き賞 - 根気強くゲームを開発した結果、素晴らしい作品となったタイトル
第1回（2020）
大賞 - Hades
インターネットを通じたゲーム体験賞 - クラフトピア
キャラクター賞 - Helltaker
さわりごこち賞 - Hades、Lonely Mountains: Downhill
テーマ・オブ・ザ・イヤー賞 - Not For Broadcast
ルールズ・オブ・プレイ賞 - 5D Chess With Multiverse Time Travel
ローカル文化賞 - Chinese Parents
第2回（2021）
大賞 -  Road 96
インターネットを通じたゲーム体験賞 - Among Us
キャラクター賞 - Chicory: A Colorful Tale
さわりごこち賞 - Death's Door
テーマ・オブ・ザ・イヤー賞 - Road 96
ルールズ・オブ・プレイ賞 - Before Your Eyes
ローカル文化賞 - 文字遊戯
第3回（2022年）
大賞 - Unpacking
インターネットを通じたゲーム体験賞 - NEEDY GIRL OVERDOSE
キャラクター賞 - Stray
さわりごこち賞 - Neon White
テーマ・オブ・ザ・イヤー賞 - OMORI
ルールズ・オブ・プレイ賞 - 7 Days to End with You
ローカル文化賞 - 完美的一天 / A Perfect Day
トレイラーオブ・ザ・イヤー賞 - Stray
短編賞 - Unpacking
再発見賞 - 両手いっぱいに芋の花を
時間泥棒賞 - Vampire Survivors
遅咲き賞 - Raft
第4回（2023年）
大賞 - Viewfinder
インターネットを通じたゲーム体験賞 - Party Animals
キャラクター賞 - Sea of Stars
さわりごこち賞 - Blasphemous 2
テーマ・オブ・ザ・イヤー賞 -
ルールズ・オブ・プレイ賞 - Viewfinder
ローカル文化賞 - Venba
トレイラーオブ・ザ・イヤー賞 - 『HUMANITY』Reveal Trailer
短編賞 - Viewfinder
再発見賞 - OXENFREE II: Lost Signals
時間泥棒賞 - EVERSPACE 2
遅咲き賞 - Mount & Blade II: Bannerlord